# イーゴリ・アルビン
イーゴリ・ニコラエヴィチ・アルビン（ロシア語: Игорь Николаевич А́лбин、1966年10月4日 – ）は、ロシア連邦の政治家。連邦院議員、コストロマ州知事を経て、2012年10月17日より第1次ドミートリー・メドヴェージェフ内閣にてロシア連邦地域開発相を務めた。2014年10月、自身の姓をスリュニャーエフ（Слюня́ев）からアルビン（Албин）に変更した。

## 経歴
1966年10月4日、オムスク州イシリクリに生まれる。その後、カザフ共和国に移り、北カザフスタン州ヴォズヴィシェンスク地区「カラガンダ」農場で少年時代を過ごした。
1983年にカラガンダ大学に労働者として勤務した。
1984年から2年間、兵役に就き空挺軍に所属した。
1986年から1988年までモスクワ大学法学部で学んだ。1988年にソビエト連邦内務省モスクワ高等警察学校に入学、法学の学位と弁護士資格を得て1992年に卒業した。同時期にコムソモール書記も務めた。
1988年から1994年まで内務省で勤務した。
1994年から1996年までモッシビインテルバンク（Моссибинтербанк）取締役会副議長（副会長）。同時期、ロシア産業企業家同盟経済財政顧問も務めた。
1996年から1999年にかけて、財務・信用関係部局長顧問、ロシア連邦CIS諸国協力省次官、連邦道路庁道路安全基金収入部長、ロシア連邦道路庁次官を歴任した。
1999年にロシア大統領府附属ロシア国民経済行政学アカデミーで法律学、国家及び地方行政、財政学などを修了した。
2000年から2004年までロシア連邦運輸次官・第一次官・国家道路管理庁長官・ロシア連邦政府農業会議委員を務めた。
2002年にロシア内務省オムスクアカデミー論文評議会に刑法と犯罪に関する論文を提出し博士候補号を得た。
2006年から2007年まで、アルタイ地方行政府代表としてロシア連邦議会連邦院議員に任命された。予算委員会副委員長・ロシア連邦会計検査院上院協議員・連邦議会自然独占禁止委員を務めた。
2007年10月にウラジーミル・プーチン大統領によりコストロマ州知事に任命された。
2012年10月17日、更迭されたオレグ・ゴヴォルンの後任として第1次ドミートリー・メドヴェージェフ内閣の地域開発相に任命された。2014年9月、省の廃止に伴い退任した。
2014年10月、自身の姓をスリュニャーエフからアルビン（Албин）に変更した。
同年11月から2018年12月までサンクトペテルブルク副市長を務めた。